# Tapinoma electrinum
Tapinoma electrinum  (лат.) — ископаемый вид муравьёв из рода Tapinoma (подсемейство долиходерины). Обнаружен в позднеэоценовых ровенских янтарях (около 40 млн лет).

## Описание
Мелкие муравьи, длина тела около 2 мм. Покровы слабоблестящие. Плечевые бугры переднеспинки и отстоящие волоски отсутствуют. Усики 12-члениковые, нижнечелюстные щупики состоят из 6 сегментов, а нижнегубные — из 4 члеников. Скапус усиков укороченный, не выдаётся за затылочный край головы. Петиоль треугольный, низкий в профиль. От близких видов (например, современных Tapinoma indicum и Tapinoma melanocephalum) отличается очень коротким скапусом: у всех других самцы имеют длинный скапус, выступающий за задний край головы. Вид был впервые описан в 2002 году российским мирмекологом Геннадием Михайловичем Длусским (МГУ, Москва) вместе с такими новыми видами как Dolichoderus zherichini, Tapinoma aberrans, Oligomyrmex nitidus, Oligomyrmex ucrainicus. Название таксона T. electrinum происходит от греческого слова electrinum (янтарный).